# Никос Дабизас
Николаос Никос Дабизас (грч. Νίκος Νταμπίζας; Суровичево, 3. август 1973) бивши је грчки фудбалер.

## Биографија
Играо је на позицији одбрамбеног играча. Био је члан репрезентације Грчке која је освојила Европско првенство 2004. године.
Започео је каријеру у клубу Понти Верија. Године 1994. преселио се у Олимпијакос. Од марта 1998. до децембра 2003. године је играо за енглески Њукасл јунајтед. У јануару 2004. прешао је у Лестер Сити. Упркос чињеници да је клуб испао из Премијер лиге, Никос је био део грчке репрезентације на Европском првенству 2004. У мају 2005. потписао је уговор са Ларисом. У августу 2011. је објавио да завршава играчку каријеру.
За репрезентацију Грчке је у периоду од 1994. до 2004. године одиграо 70 мечева, није дао ниједан гол.

## Трофеји

### Клуб
Олимпијакос
- Првенство Грчке: 1997, 1998.

АЕЛ
- Куп Грчке: 2007.

### Репрезентација
Грчка
- Европско првенство: 2004.